# Морской зуёк
Морско́й зуёк (лат. Anarhynchus alexandrinus) — вид птиц из семейства ржанковых (Charadriidae).
Небольшая птица размером с воробья, обитающая на открытых и низменных побережьях солоноватых и солёных водоёмов. Перелётная птица.
У самца окраска верхней стороны тела буровато-серая с рыжеватым зашейком, нижняя сторона тела, лоб и полоса над глазами белые, от клюва через глаза идёт чёрная полоса, темя тоже чёрное. По бокам груди имеются два тёмных пятна, ноги и клюв — чёрного цвета. Расцветка самки почти такая же, только на темени отсутствует чёрный цвет.
Гнездо зуйка выглядит как небольшое углубление с камешками или обломками раковин. Самка откладывает 3 бледно-оливковых или глинисто-желтоватых с тёмными крапинками яйца.